# Lee Woo-seok
Lee Woo-seok (em coreano: 이우석; 7 de agosto de 1997) é um arqueiro profissional sul-coreano, campeão olímpico.

## Carreira
Lee competiu no Campeonato Mundial de Tiro com Arco de 2019, realizado em 's-Hertogenbosch, Holanda, onde ganhou a medalha de bronze no evento de recurvo masculino por equipe e a medalha de ouro no evento de equipe mista. Ele também competiu no Campeonato Mundial de Tiro com Arco de 2023, realizado em Berlim, Alemanha, onde ganhou a medalha de ouro no evento de recurvo masculino.
Anteriormente, ele ganhou a medalha de ouro no evento individual masculino nos Jogos Olímpicos de Verão da Juventude de 2014, realizados em Nanquim, China. Na época, ele afirmou que sua ambição era se tornar um campeão olímpico.
Ele competiu nas Olimpíadas de Verão de 2024, realizadas em Paris, França, e ganhou a medalha de bronze no tiro com arco individual masculino e a medalha de ouro no torneio por equipes masculinas.